# Durward Knowles
Durward Knowles (n. 2 noiembrie 1917, Nassau, Bahamas – d. 24 februarie 2018, Nassau, Bahamas) a fost un iahtman ce a reprezentat Regatul Unit al Marii Britanii și al Irlandei de Nord, medaliat olimpic. A participat la 8 ediții ale Jocurilor Olimpice (1948, 1952, 1956, 1960, 1964, 1968, 1972, 1988) în care a câștigat o medalie de aur și o medalie de bronz.